# TT (bài hát)
TT là một bài hát được thu âm bởi nhóm nhạc nữ Hàn Quốc Twice, là ca khúc chủ đề của EP thứ ba Twicecoaster: Lane 1. Bài hát được phát hành vào ngày 24 tháng 10 năm 2016 bởi JYP Entertainment và được phân phối bởi KT Music. Bài hát được viết lời và sáng tác bởi Sam Lewis và Black Eyed Pilseung. Tiêu đề "TT" đề cập đến biểu tượng cảm xúc được sử dụng để thể hiện khóc hoặc buồn.
Phiên bản tiếng Nhật của "TT" đã được phát hành dưới dạng đĩa đơn đầu tiên cho album tổng hợp tiếng Nhật đầu tiên của nhóm, #Twice. MV tiếng nhật kèm theo đã được phát hành vào ngày 21 tháng 6 năm 2017.

## Bối cảnh
Vào ngày 10 tháng 10 năm 2016, JYP Entertainment thông báo Twice trở lại với ca khúc chủ đề "TT" từ EP thứ ba, Twicecoaster: Lane 1. Teaser đầu tiên cho MV đã được tiết lộ vào ngày 20 tháng 10, có một cậu bé và một cô bé mặc trang phục Halloween, tiếp theo là teaser thứ hai vào ngày 21. Bài hát đã được phát hành vào ngày 24 tháng 10 dưới dạng tải nhạc số trên các trang web âm nhạc khác nhau.
Phiên bản remix có tựa đề "TT (Tak Remix)" được phát hành vào ngày 20 tháng 2 năm 2017 như là một ca khúc bổ sung trong album đặc biệt Twicecoaster: Lane 2 của Twice.

## Sáng tác
"TT" được sáng tác bởi Black Eyed Pilseung, là nhà soạn nhạc đã tạo nên các ca khúc hit của Twice như "Like Ooh-Ahh" và "Cheer Up", do Rado biên khúc. Và do Sam Lewis viết lời, mô tả trái tim đang đập của một cô gái khi cô ấy yêu lần đầu tiên. Đây là một bài hát nhạc pop có ảnh hưởng nặng bởi nhạc điện tử và beat snare ổn định. Nói về bài hát, thành viên Jihyo cho rằng "Bài hát lần này sẽ thể hiện rõ nhất nguồn năng lượng của Twice, sự vui tươi năng động nhóm đã thể hiện qua 'Like Ooh-Ahh' và 'Cheer Up' vẫn được giữ lại".

## Video âm nhạc
Video âm nhạc của ca khúc chủ đề "TT" do Naive thực hiện, cũng chính là đội sản xuất của hai video âm nhạc trước đó của Twice là "Like OOH-AHH" và "Cheer Up". MV đã thu được hơn 5 triệu lượt xem trên YouTube trong vòng chưa đầy 24 giờ kể từ khi phát hành. Kể từ năm 2016, video đã lập kỷ lục mới chỉ trong 40 giờ, trở thành video âm nhạc của nhóm nhạc K-pop đạt đến 10 triệu lượt xem nhanh nhất và sau đó đã lại vượt kỷ lục để đạt được 20 triệu lượt xem nhanh nhất trong 114 giờ (4 ngày 18 giờ).
Vào ngày 3 tháng 1 năm 2017, video âm nhạc của "TT" đã đạt 100 triệu lượt xem, trở thành MV nhanh nhất đạt được điều này của nhóm nhạc K-pop và phá kỷ lục trước đó của Twice là "Cheer Up". Vào ngày 8 tháng 5, nó trở thành video ca nhạc của nhóm nhạc nữ Kpop được xem nhiều nhất mọi thời đại. Nó cũng đã đạt được mốc quan trọng khác khi vượt qua 200 triệu lượt xem và 300 triệu lượt xem trên YouTube.
Ngày 1 tháng 5 năm 2018, 'TT' trở thành video âm nhạc đầu tiên của nhóm nhạc nữ K-pop đạt được 350 triệu lượt xem trên YouTube.
Ngày 17 tháng 9 năm 2018, 'TT' đã trở thành video âm nhạc đầu tiên của nhóm nhạc nữ K-pop đạt được 400 triệu lượt xem trên YouTube
Trong video âm nhạc, các thành viên thể hiện cá tính và các nhân vật nổi tiếng khác nhau thông qua việc hóa trang theo chủ đề Halloween: Jeongyeon và Momo lần lượt vào vai Pinocchio và Tinker Bell. Dahyun là Thỏ trắng trong tác phẩm Cuộc phiêu lưu của Alice vào Xứ sở thần tiên trong khi đó Sana là Hit-Girl của loạt phim Kick-Ass. Chaeyoung là Nàng tiên cá và Nayeon là tiểu quỷ. Mina là một nữ hải tặc, gợi nhớ đến Cướp biển vùng Caribbean. Tzuyu và Jihyo có concept trái ngược nhau: Tzuyu là một ma cà rồng huyền bí trong bộ đầm ren màu đen xuyên thấu trong khi Jihyo là sự kết hợp của Elsa từ Frozen và Nữ hoàng Trắng từ Alice ở xứ sở trong gương khi mặc một chiếc váy trắng dài. Video kết thúc bằng thông điệp "Còn tiếp nữa", gợi ý về sự ra đời của album tiếp theo.

## Diễn biến thương mại
"TT" đã trở thành một trong những ca khúc có thành tích tốt nhất vào năm 2016, vì nó đã giành vị trí đầu bảng xếp hạng của Gaon trong bốn tuần liên tiếp. Nó giành được vị trí cao nhất cho Twice trên bảng xếp hạng Billboard 'World Digital Songs ở vị trí thứ 2. Nó cũng đứng ở vị trí thứ 3 trên Billboard Japan Hot 100 vào năm 2017.
Bài hát cũng đã đứng ở vị trí thứ 6 trên bảng xếp hạng Billboard Japan Hot 100 năm 2017 và là bài hát tiếng Hàn duy nhất góp mặt trong bảng xếp hạng.

## Phiên bản tiếng Nhật
Vài tuần sau khi phát hành, "TT pose", là một phần vũ đạo của "TT", đã trở thành một xu hướng ở Nhật Bản. Nó được bắt chước bởi một số người nổi tiếng Nhật Bản trên SNS và trở nên phổ biến trong số thanh thiếu niên. Vào ngày 24 tháng 2 năm 2017, Twice chính thức công bố rằng sự ra mắt ở Nhật Bản đã được quyết định vào ngày 28 tháng 6. Nhóm đã phát hành một album tổng hợp có tiêu đề #Twice bao gồm 10 bài hát cả phiên bản tiếng Hàn và tiếng Nhật của "TT". Nó có lời bài hát tiếng Nhật được viết bởi Shoko Fujibayashi.
Video âm nhạc của phiên bản tiếng Nhật "TT" đã được phát hành vào ngày 21 tháng 6. Nó được chỉ đạo bởi Jimmy của BS Pictures, cùng nhóm sản xuất video ca nhạc của các nghệ sĩ JYP Entertainment bao gồm "The Time We Have Spent Together" của 2PM, "Hey Yah" và "My Swagger" của Got7,... Video đứng vị trí thứ 4 trong top những video âm nhạc xu hướng tại Nhật Bản trên YouTube.

## Bảng xếp hạng
| BXH(2016–17)                          | Vị trí cao nhất |
| ------------------------------------- | --------------- |
| Nhật Bản (Japan Hot 100)              | 3               |
| Japan Digital Singles Chart (Oricon)  | 17              |
| Philippines (Philippine Hot 100)      | 54              |
| Philippines (BillboardPH K-pop Top 5) | 3               |
| Hàn Quốc (Gaon)                       | 1               |
| US World Digital Songs (Billboard)    | 2               |

| BXH (2016)      | Thứ hạng |
| --------------- | -------- |
| Hàn Quốc (Gaon) | 26       |

| BXH (2017)               | Thứ hạng |
| ------------------------ | -------- |
| Nhật Bản (Japan Hot 100) | 6        |
| Hàn Quốc (Gaon)          | 40       |

| BXH (2018)               | Thứ hạng |
| ------------------------ | -------- |
| Nhật Bản (Japan Hot 100) | 19       |

## Chứng nhận
| Quốc gia                                 | Chứng nhận | Số đơn vị/doanh số chứng nhận |
| ---------------------------------------- | ---------- | ----------------------------- |
| Nhật Bản (RIAJ)                          | Vàng       | 100.000^                      |
| * Chứng nhận dựa theo doanh số tiêu thụ. |            |                               |

## Giải thưởng
| Năm  | Giải thưởng                       | Hạng mục                                     | Kết quả   | Chú thích |
| ---- | --------------------------------- | -------------------------------------------- | --------- | --------- |
| 2017 | Gaon Chart Music Awards lần thứ 6 | Bài hát của năm - Tháng 10                   | Đoạt giải | [ 44 ]    |
| 2018 | Japan Gold Disc Award lần thứ 32  | Bài hát của năm dựa vào lượt tải về (Châu Á) | Đoạt giải | [ 45 ]    |

### Giải thưởng chương trình âm nhạc
| Chương trình              | Ngày                 | Chú thích |
| ------------------------- | -------------------- | --------- |
| The Show (SBS MTV)        | 1 tháng 11 năm 2016  | [ 46 ]    |
| Show Champion (MBC Music) | 2 tháng 11 năm 2016  | [ 47 ]    |
| M Countdown (Mnet)        | 3 tháng 11 năm 2016  | [ 48 ]    |
| M Countdown (Mnet)        | 10 tháng 11 năm 2016 | [ 49 ]    |
| Music Bank (KBS)          | 4 tháng 11 năm 2016  | [ 50 ]    |
| Music Bank (KBS)          | 11 tháng 11 năm 2016 | [ 51 ]    |
| Music Bank (KBS)          | 18 tháng 11 năm 2016 | [ 52 ]    |
| Music Bank (KBS)          | 25 tháng 11 năm 2016 | [ 53 ]    |
| Music Bank (KBS)          | 2 tháng 12 năm 2016  | [ 54 ]    |
| Music Bank (KBS)          | 6 tháng 1 năm 2017   | [ 55 ]    |
| Inkigayo (SBS)            | 6 tháng 11 năm 2016  | [ 56 ]    |
| Inkigayo (SBS)            | 13 tháng 11 năm 2016 | [ 57 ]    |
| Inkigayo (SBS)            | 20 tháng 11 năm 2016 | [ 58 ]    |